# آنیبال روی گونزالس
آنیبال روی گونزالس (اسپانیایی: Aníbal Roy González‎؛ زادهٔ ۷ فوریهٔ ۱۹۷۸) بازیکن فوتبال اهل آرژانتین است.

## باشگاهی
از باشگاه‌هایی که در آن بازی کرده‌است می‌توان به باشگاه فوتبال ولز سارسفیلد و باشگاه فوتبال اونیورسیداد شیلی اشاره کرد.